# Eusarcus oxyacanthus
Eusarcus oxyacanthus is een hooiwagen uit de familie Gonyleptidae.